# Boydell & Brewer
Boydell & Brewer és una editorial britànica especialitzada en literatura medieval. Fundada el 1987 pel catedràtic Derek Brewer, rector de l'Emmanuel College, i l'historiador Richard Barber, també publica treballs especialitzats en altres camps, incloent-hi, a través de la sèrie «Támesis», la cultura del món hispà. El 1989 acordà amb la Universitat de Rochester fundar University of Rochester Press (URP), una editorial universitària especialitzada en estudis africans, filosofia, història social i medicina. El 1998 adquirí l'editorial estatunidenca Camden House, especialitzada en la literatura i cultura d'Alemanya i els Estats Units. El 2008, adquirí James Currey Ltd, també especialitzada en estudis africans.